# Идризи, Вальдете
Вальдете Идризи (алб. Valdete Idrizi, род. в Косовска-Митровица, СФРЮ) — косоварская женщина-политик и гражданская активистка. Член Демократической партии Косова. Глава негосударственной некоммерческой организации (НКО) «Построение общества Митровица» (Community Building Mitrovica, CBM), цель которой — способствовать преодолению конфликтов и установлению диалога между албанской и сербской диаспорами города Косовска-Митровица. В 2008 году получила международную премию за мужество IWOC от Государственного департамента США за миротворческие усилия по примирению албанцев и сербов. Получила премии SIE Award 2009 от Soroptimist International of Europe (SIE) и TheWIFTS Peace Award 2016 от Women's International Film & Television Showcase.

## Биография
Родилась и выросла в северной части города Косовска-Митровица. Во время Косовской войны была изгнана сербами.
После войны при поддержке иностранных доноров основала НКО «Построение общества Митровица». Офис организации находится в буферной зоне под охраной KFOR, у моста через Ибар, соединяющего две части города — южную албанскую и северную сербскую. Вальдете Идризи издаёт журнал на сербском и албанском языках. Основала школу рок-музыки, которую посещают дети из южной и северной частей города Косовска-Митровица. Организовала курсы английского языка для смешанной сербско-албанской группы в Приштинском университете в северной Митровице.
22 декабря 2011 года избрана исполнительным директором CiviKos Platform. Начала исполнять обязанности с 16 января 2012 года.
В 2017 году участвовала в выборах мэра от Демократической партии Косова и выиграла их в первом туре, но проиграла во втором Агиму Бахтири (Agim Bahtiri), кандидату от Нового косовского альянса.
Живёт в южной части Косовска-Митровица.